# Rutidea gabonensis
Rutidea gabonensis là một loài thực vật có hoa trong họ Thiến thảo. Loài này được Bridson miêu tả khoa học đầu tiên năm 1978.